# Ігнатов Сергій Михайлович
Сергій Михайлович Ігнатов, (23 серпня 1950 , Хемніц, Саксонія ) — радянський та російський артист цирку (жонглер). У 1969 році закінчив Державне училище циркового та естрадного мистецтва імені М.М. Рум'янцева. Народний артист РРФСР (1991).